# Kalidasa
Kālidāsa (Devanāgarī: कालिदास "sluga Kali") je poznati indijski pisac, koji se smatra jednim od najvećih pisaca na jeziku sanskrt. Vrijeme u kojem je živio nije točno poznato, ali se smatra da je radio ili u 4. ili 5. ili u 6. stoljeću.
Svoja književna djela, bazirao je na motivima iz hinduističke mitologije i filozofije.
Najpoznatija su mu djela dvije indijske epske poeme, "Raghuvamsa" i "Kumārasambhava", i tri indijske drame "Mālavikāgnimitram", "Abhijñānaśākuntalam" i "Vikramōrvaśīyam".

## Život
Iz života Kālidāsa se sa sigurnoću ništa ne zna, osim njegovih djela. Tako nije poznato ni vrijeme u kojem je živio, ni mjesto gdje je živio.
Prema legendi o njegovom životu, pjesnik je bio poznat po svojoj ljepoti, koja je zapala za oko princezi koja se je udala za njega. Prema legendi Kalidasa nije bio školovan, te se je princeza često sramila zbog njegova neznanja i nepismenosti. Jednom prilikom nakon što ga je princeza posramila, Kalidasa je odlučio počiniti samoubojstvo u jezercu. Prije samoubojstva zazvao je božicu Kali za pomoć, čiji je bio odani štovatelj (što mu govori i samo ime "sluga Kali"). Ona ga je nagradila iznenadnim darom izvanredne mudrosti.
Tada je postao najbriljantnijim od "devet dragulja" na dvoru slavnog kralja Vikramaditya iz Ujjaina. Legenda govori da ga je ubila njegova ljubavnica na Sri Lanki u vrijeme vladavine Kumaradasa.